# Get Your Hands off My Woman
Get Your Hands off My Woman is een nummer van The Darkness, uitgebracht op 24 februari 2003 door het platenlabel Must Destroy Music. Het nummer behaalde de 43e positie in de UK Singles Chart.